# Jean-Yves Calvez

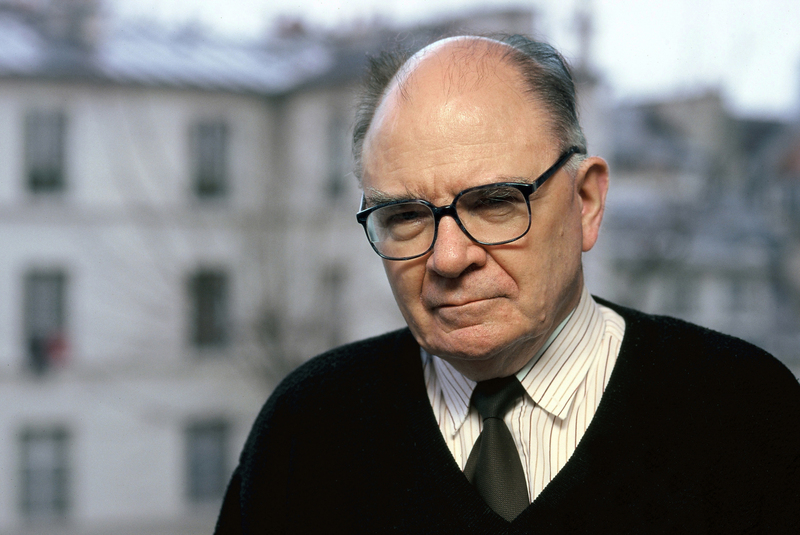
Jean-Yves Calvez

Jean-Yves Calvez SJ (* 3. Februar 1927 in Saint-Brieuc, Côtes-d’Armor; † 11. Januar 2010 in Paris) war ein französischer Jesuit und Sozialphilosoph.

## Leben
Jean-Yves Calveztrat im Alter von 16 Jahren der Gesellschaft Jesu bei. Nach seiner theologischen Ausbildung studierte er Institut für politische Studien und am Institut für Völkerrecht in Paris. Ab 1953 unterrichtete er Sozialwissenschaften am Jesuitenschule in Chantilly. Am 31. Juli 1957 empfing er die Priesterweihe.
Calvez engagierte sich für die Soziallehre der Kirche und wurde ein bekannter Sozialphilosoph. Er war Professor für Philosophie und Sozialwissenschaften an der Jesuitenfakultät für Philosophie in Chantilly, Direktor des Volksaktionszentrums (später CERAS) und beteiligte sich 1962 an der Gründung des sozioökonomischen Studienzentrums INADES – Institut Africain pour le Développement Economique et social in Abidjan in Afrika. Er engagierte sich in Lateinamerika für die Befreiungstheologen. Der Spiegel bezeichnete ihn 1968 als „wohl beste[n] Marx-Kenner der westlichen Welt“.
1967 wurde er zum Provinzial der französischen Jesuiten und für die Vereinigung der vier Jesuitenprovinzen Frankreichs verantwortlich. 1971 wurde er in Rom Assistent, später Generalassistent des Generaloberen des Jesuitenordens, Pedro Arrupe.
Von 1984 bis 1989 war er Direktor von CERAS – Creating Centre de Recherche et d’action sociales und von 1989 bis 1995 Chefredakteur der jesuitischen Zeitschrift „Études“, für die er seit 1967 bereits tätig war. Er war von 2002 bis 2006 Professor an der Abteilung für öffentliche Ethik am jesuitischen Centre Sèvres, am Institut d’études politiques de Paris sowie am Institut Catholique de Paris sowie an der Georgetown University in Washington.

## Schriften
- Karl Marx – Darstellung und Kritik seines Denkens, Wissenschaftliche Buchgesellschaft Darmstadt, Walter Verlag, Olten und Freiburg im Breisgau, 1964 (Übersetzung La Pensée de Karl Marx (1956) von Theodor Sapper)
- mit Philippe Lécrivain: Comprendre le catholicisme, Eyrolles 2008, ISBN 978-2212541304
- Chrétiens penseurs du social, Les éditions du Cerf 2008, ISBN 978-2204087384
- Traversées jésuites : Mémoires de France, de Rome, du monde 1958-1988, Les éditions du Cerf  2009, ISBN 978-2204088305
- Le père Henri Chambre jésuite (1908-1994) : Résistant, savant, spirituel,  Médiasèvres 2009, ISBN 978-2900388969